# Erica pyramidalis
Erica pyramidalis je vyhynulý druh vřesovce (Erica). Byl endemitem Kapského Města v Jižní Africe. Druh vyhynul na počátku 20. století, kvůli necitlivému rozšiřování města, což mělo současně za následek zničení okolitých biotopů.